# Regest
Regest je krátké shrnutí listiny či jiné písemnosti a to jak za vědeckým nebo úředním účelem. Podle rozsahu se rozlišuje regest záhlavní (inventární záznam) a náhradní (katalogizační záznam). Záhlavní je kratší, obsahuje jen krátkou zmínku o pořízení, při použití v edici pramenů často za tímto regestem následuje listina v plném znění. Náhradní navíc obsahuje všechna místní jména, plné tituly apod. Slovo regesta se objevuje v názvech edic zpřístupňující texty pouze ve formě regestů – nejdůležitější jsou Regesta imperii vedená Johannem Friedrichem Böhmerem zaměřující se na císařské listiny, dále Regesta pontificum Romanorum pro listiny papežské vydávaná Philippem Jaffé, v Česku například Regesta diplomatica nec non epistolaria Bohemiae et Moraviae Karla Jaromíra Erbena.
Slovo regest vychází z register (legerere, lat. pro zaznamenat), což byly úřední knihy určené k zaznamenávání činnosti úřadů. Popřípadě z lat. výrazu pro činy, res gestas.